# Ешли Барти
Ешли Барти (енгл. Ashleigh Barty; 24. април 1996) бивша је аустралијска тенисерка и играчица крикета. На ВТА листи је била прва тенисерка света од 24. јуна 2019. године и у каријери је освојила три гренд слем турнира.

## Каријера
Најбољи пласман Барти на ВТА листи у појединачној конкуренцији је прво место од 24. јуна 2019. године. Освојила је Отворено првенство САД у конкуренцији парова 2018, а на ВТА листи је била пета од 21. маја 2018. године. Најбољи резултат у појединачној конкуренцији на гренд слему, остварила је 2019. године пласманом у финале на Ролан Гаросу. У финалу тог турнира играла је против Маркете Вондроушове из Чешке Републике и победила са 2:0. Тако је освојила прву гренд слем титулу у појединачној конкуренцији.
Крајем 2014. године је одлучила да направи паузу у професионалној тениској каријери и почела да се бави крикетом, наступајући за клуб из Бризбејна. Након годину и по дана се вратила игрању тениса.

## Финала гренд слем турнира (9)

### Појединачно (3)

#### Победе (3)
| Година | Турнир      | Противница у финалу | Резултат           |
| 2019.  | Ролан Гарос | Маркета Вондроушова | 6–1, 6–3           |
| 2021.  | Вимблдон    | Каролина Плишкова   | 6–3, 6–7(4–7), 6–3 |
| 2022.  | Аустралија  | Данијела Колинс     | 6–3, 7–6(7–2)      |

### Парови (6)

#### Победе (1)
| Година | Турнир                 | Подлога | Партнерка     | Противнице у финалу             | Резултат                |
| 2018   | Отворено првенство САД | Тврда   | Коко Вандевеј | Тимеа Бабош Кристина Младеновић | 3–6, 7–6(7–2), 7–6(8–6) |

#### Финале (5)
| Година | Турнир                        | Подлога | Партнерка          | Противнице у финалу                 | Резултат           |
| 2013   | Отворено првенство Аустралије | Тврда   | Кејси Делаква      | Сара Ерани Роберта Винчи            | 2–6, 6–3, 2–6      |
| 2013   | Вимблдон                      | Трава   | Кејси Делаква      | Сје Су-веј Пенг Шуај                | 6–7(1–7), 1–6      |
| 2013   | Отворено првенство САД        | Тврда   | Кејси Делаква      | Андреа Хлавачкова Луција Храдецка   | 7–6(7–4), 1–6, 4–6 |
| 2017   | Отворено првенство Француске  | Шљака   | Кејси Делаква      | Бетани Матек Сандс Луција Шафаржова | 2–6, 1–6           |
| 2019   | Отворено првенство САД        | Тврда   | Викторија Азаренка | Елисе Мертенс Арина Сабаленка       | 5–7, 5–7           |